# هنریک مناتساکانیان
هنریک کاراپتی مناتساکانیان (ارمنی: Հենրիկ Կարապետի Մնացականյան؛ زاده ۱۲ آوریل ۱۹۲۳ - درگذشته ۱۲ مهٔ ۲۰۰۱) hy:Տառաստեղծ , نقاش-طراح اهل ارمنستان بود.

## زندگی‌نامه
وی در ۱۲ آوریل ۱۹۲۳ در آراتاشن در به دنیا آمد و از انستیتو پلی‌گراف‌ماش مسکو فارغ‌التحصیل گشت. وی همچنین برنده جوایزی همچون چهره فرهنگی شایسته ارمنستان شوروی شد. وی در در ۱۲ مهٔ ۲۰۰۱ سن ۷۸ سالگی در ایروان درگذشت.

## یادداشت
1. ↑  Ներքին Զեյվա